# Koichiro Kimura
Koichiro Kimura (木村 浩一郎, Kimura Koichiro, Tatebayashi, Prefeitura de Gunma, 18 de novembro de 1969 — 28 de outubro de 2014) foi um artista marcial misturado e lutador profissional japonês. também conhecido pelo nome de anel Super Uchuu Power.
Kimura foi conhecido por seu trabalho em promoções como Dramatic Dream Team, W*ING, Fighting World of Japan Pro Wrestling e All Japan Pro Wrestling, entre outros. Ele também esteve envolvido no MMA, em frente Rickson Gracie no segundo caso de Vale Tudo Japan e ser o fundador das marcas feminino de MMA AX e G-Shooto. Kimura morreu de pneumonia em 28 de outubro de 2014.